# Callianthemum kirigishiense
Callianthemum kirigishiense är en ranunkelväxtart som först beskrevs av Ken Sato och Koji Ito, och fick sitt nu gällande namn av Yuichi Kadota. Callianthemum kirigishiense ingår i släktet Callianthemum och familjen ranunkelväxter. Inga underarter finns listade i Catalogue of Life.